# Битва при Фарискуре
Битва при Фариску́ре (фр. Bataille de Fariskur) — последнее крупное сражение Седьмого крестового похода, произошедшее 6 апреля 1250 года между крестоносцами во главе с королём Людовиком IX Французским (позднее — Святой Людовик) и египетскими войсками во главе с Туран-шахом. Поражение в этой битве привело крестоносцев к полному разгрому и пленению Людовика IX.

## Предыстория
При поддержке папы Иннокентия IV король Франции Людовика IX в сопровождении своих братьев Карла Анжуйского и Робера д’Артуа начал Седьмой крестовый поход против Египта. Целью похода было низложение династии Айюбидов в Египте и Сирии и захват Иерусалима, который мусульмане отбили в 1244 году. Корабли вошли в египетские воды, и войска крестоносцев высадились в Дамьетте в июне 1249 года. Людовик IX направил письмо султану ас-Салих Айюбу. Эмир Фахр ад-Дин Юсуф, командир гарнизона Дамьетты, отступил в лагерь султана в Ашмум-Танах, вызвав панику среди жителей города, которые бежали, оставив нетронутым мост, соединявший западный берег Нила с Дамьеттой. После взятия города Людовик IX решил идти на Каир, воодушевлённый приходом подкрепления во главе с его третьим братом, Альфонсом де Пуатье и известием о смерти ас-Салих Айюба. Франки форсировали канал Ашмум (известный сегодня под названием аль-Бахр аль-Сагир) и предприняли неожиданную атаку на египетский лагерь в Гидейле, в двух милях от Эль-Мансуры. Противник был застигнут врасплох и отступил к Эль-Мансуре. Крестоносцы подступили к городу. Руководство египетского войска приняли Фарис ад-Дин Актай и Бейбарс аль-Бундукдари (будущий султан Бейбарс I). Последний приказал открыть ворота, крестоносцы ворвались в город, но угодили в ловушку и понесли тяжёлые потери. Робер д’Артуа и Уильям II Лонгеспе были убиты. Только пять тамплиеров остались в живых. Крестоносцы были вынуждены отступить в беспорядке к Гидейле, где они разбили лагерь. Рано утром 11 февраля мусульманские силы начали наступление против лагеря франков. В течение многих недель крестоносцы были вынуждены оставаться в лагере и терпеть изнурительную осаду. Многие рыцари были пленены и доставлены в Каир.

## Битва

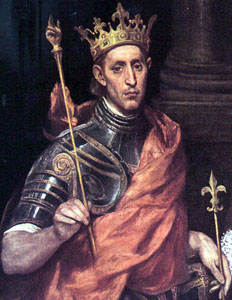
Людовик IX (позднее изображение авторства Эль Греко).

27 февраля аль-Муаззам Туран-шах, новый султан, прибыл в Египет из Хасанкейфа и двинулся прямо в Эль-Мансуру, чтобы возглавить египетскую армию. Корабли египтян перевезли по суше и спустили в Нил (около в Бахр-эль-Махалы), чтобы уничтожить суда крестоносцев в Дамьетте. Египтяне применили греческий огонь и сожгли или захватили множество кораблей и судов снабжения. Вскоре осажденные крестоносцы начали страдать от голода и болезней. Некоторые крестоносцы потеряли всякую надежду и перешли на сторону врага.
Король Людовик IX в осажденном лагере предложил египтянам капитуляцию Дамьетты в обмен на Иерусалим и некоторые города на побережье Сирии. Египтяне, зная о бедственном положении крестоносцев, отказались от предложения. 5 апреля под покровом ночи крестоносцы свернули свой лагерь и начали отступать на север в сторону Дамьетты. В спешке они забыли уничтожить понтонный мост, перекинутый через канал. Египтяне пересекли канал по мосту и начали преследование. 6 апреля мусульманская армия нагнала крестоносцев при Фарискуре. В результате битвы тысячи крестоносцев были убиты и взяты в плен. Людовик IX и некоторые из его вельмож были захвачены в плен в соседней деревне Мониат-Абдалла (ныне — Мениат аль-Наср). Король сдался евнуху по имени аль-Салихи после того, как тот пообещал, что он не будет убит, и вместе со своими двумя братьями был доставлен в Эль-Мансуру. Там он был заключен в тюрьму в доме Ибрахима ибн-Локмана, султанского канцлера, скован и оставлен под надзором евнуха по имени Собих аль-Моазами. За пределами Эль-Мансуры был создан лагерь для тысяч военнопленных крестоносцев.

## Последствия
Полное поражение крестоносцев и пленение Людовика IX вызвали шок во Франции и во всей Западной Европе. Крестоносцы даже запустили ложные слухи, что король победил султана и захватил Каир. Известие о поражении вызвало во Франции движение под названием «Крестовый поход пастухов».
Людовик IX был выкуплен за 400 000 динаров. После того, как он пообещал не возвращаться в Египет и сдал Дамьетту египтянам, ему было разрешено отправиться в Акру со своими братьями и 12 000 военнопленных. Королева Маргарита Прованская страдала от ночных кошмаров. Новость о пленении мужа настолько её ужаснула, что каждый раз, когда она засыпала, ей снилось, что её комната наполнена сарацинами, и она кричала: «Помогите!». В 1270 году Людовик IX умер в Тунисе во время Восьмого крестового похода.